# Martín Acosta y Lara
Martín Raúl Acosta y Lara Díaz, (nacido el 12 de marzo de 1925 en Uruguay y fallecido el 5 de enero de 2005 en  Mendoza, Argentina) fue un jugador de baloncesto uruguayo. Fue medalla de bronce con Uruguay en los Juegos Olímpicos de Helsinki 1952.
Falleció en 2005; sus restos reposan en el Cementerio del Buceo.